# Jaap Eden baan
Jaap Eden baan er en 400 m isbane og et ishockeystadium, der ligger i Amsterdam, Holland i kvarteret Watergraafsmeer i det østlige Amsterdam. Banen er opkaldet efter den berømte hollandske skøjteløber Jaap Eden.
Stadionet er hjemmebane for ishockeyholdet Amstel Tijgers, der pt. er regerende hollandske mestre. 
| Sport | Spire Denne artikel om sport er en spire som bør udbygges. Du er velkommen til at hjælpe Wikipedia ved at udvide den. |

52°20′55″N 4°56′40″Ø / 52.34861°N 4.94444°Ø